# Йелла (фильм)
«Йелла» (нем. Yella) — немецкий кинофильм режиссёра Кристиана Петцольда, вышедший на экраны в 2007 году. Некоторые сюжетные ходы фильма заимствованы из американского фильма 1962 года «Карнавал душ», в силу чего «Йелла» иногда считается своеобразным римейком этого фильма.
Премьера фильма состоялась в феврале 2007 года на 57-м Берлинском кинофестивале, где исполнительница главной роли Нина Хосс получила приз «Серебряный медведь» за лучшую женскую роль.

## Сюжет
Молодая женщина по имени Йелла Фихте приезжает к своему отцу в город Виттенберге, сообщая, что её приглашают пройти испытательный срок на новой работе в Ганновере. Йеллу преследует Бен, её бывший муж, который пытается вернуть её. Йелла соглашается, чтобы Бен довёз её до станции, но Бен едет другой дорогой, не выпуская Йеллу из машины, и в конце концов намеренно съезжает с моста, так что машина падает в реку.
Обоим удаётся выбраться из воды и, оставив Бена на берегу, Йелла приезжает в Ганновер. Она проходит испытательный срок на должность бухгалтера, однако человек, который должен был взять её на работу, сам оказывается уволенным из компании. Решив вернуться к отцу, Йелла засыпает в своей комнате, куда заходит Филипп, служащий той же компании. Он предлагает Йелле сопровождать его на переговорах по поводу инвестиций. Йелла соглашается. Тем временем она иногда в разных местах встречает Бена, который продолжает преследовать её. Также она время от времени слышит крик вороны и ощущает себя как будто невидимой и отгороженной стеной от окружающих её на улице людей.
Йелла успешно участвует в переговорах вместе с Филиппом, хотя замечает, что Филипп берёт взятки за продвижение того или иного решения по инвестициям. Однажды он даёт Йелле 75 тысяч евро, чтобы положить на особый счёт. Денег оказывается на 25 тысяч больше, и Йелла пытается скрыть это, однако Филипп разоблачает её. Она рассказывает ему про Бена, утверждая, что хотела послать деньги ему, чтобы он не преследовал её больше. Убегая по коридору от преследующего её Бена, Нина оказывается в комнате Филиппа, и они проводят ночь вместе. Через несколько дней Филипп признаётся Йелле, что его уволили из компании. Он также говорит, что хочет открыть свой бизнес, для чего ему не хватает ещё 200 тысяч евро. После неудачных переговоров Йелла самовольно навещает одного из участвовавших в них бизнесменов, предлагая ему выгодное для него решение за взятку в 200 тысяч. Бизнесмен отказывается, поскольку у него нет таких денег, и прогоняет Йеллу. На следующие переговоры он не приходит, и Йелле является его призрак, словно вылезший из воды. Она едет домой к бизнесмену и вместе с его женой обнаруживает его утопившимся в пруду.
В последней сцене Йелла едет на такси, плача, однако внезапно оказывается в машине с Беном, возвращаясь по времени в тот день, когда она поехала в Ганновер. Машина падает в воду, позже полиция вытаскивает из воды машину и тела Йеллы и Бена.

## В ролях

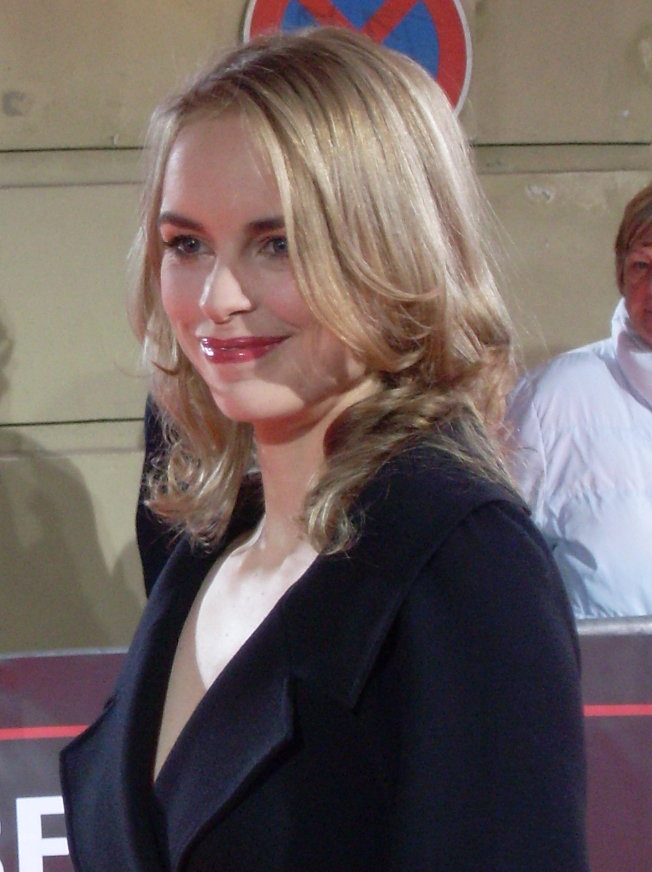
Нина Хосс в 2008 году

| Актёр              | Роль         |
| ------------------ | ------------ |
| Нина Хосс          | Йелла Фихте  |
| Девид Штрисов      | Филипп       |
| Хиннерк Шёнеман    | Бен          |
| Бургхарт Клаусснер | Гунтен       |
| Барбара Ауэр       | жена Гунтена |
| Кристиан Редль     | отец Йеллы   |
| Ваня Мюс           | Шпренгер     |
| Михаэль Виттенборн | Шмидт-Отт    |
| Мартин Брамбах     | Фритц        |

## Оценки
Фильм получил положительные отзывы. На Rotten Tomatoes уровень одобрения составил 81% на основе 53 рецензий, со средней оценкой 6,57/10.
Роджер Эберт дал фильму оценку 3,5 из 4, отметив, что визуальный стиль Петцольда заставляет полностью погрузиться в происходящее, а внешнее сходство двух партнёров главной героини, Бена и Филиппа, вызывает тревожное ощущение. Рецензент Der Spiegel отметил, что в этом фильме Петцольд полностью полагается на свою ведущую актрису Нину Хосс, с которой он работает уже в третий раз; при этом Хосс «превращает мелодраму в мистический триллер о двух самых загадочных вещах в жизни — любви и деньгах».
Критики отмечали оригинальный подход режиссёра к переосмыслению сюжета «Карнавала душ». Так, Михаэль Бауте пишет о том, что на основе жанрового фильма ужасов Петцольд создаёт современную политическую «историю о зомби» и о влиянии «капитализма с неолиберальным отпечатком». В обзоре артхаусных римейков журнала Dazed картина Петцольда оценена как удачная: отмечается, что по сравнению с оригиналом Петцольд добавил в свой фильм психологической сложности; мир венчурного капитализма в картине выглядит потусторонним, а появления призраков намекают на неразрешённые вопросы о прошлом Германии.